# Bunchosia strigosa
Bunchosia strigosa là một loài thực vật có hoa trong họ Malpighiaceae. Loài này được Schltdl. mô tả khoa học đầu tiên năm 1836.